# 소말리아

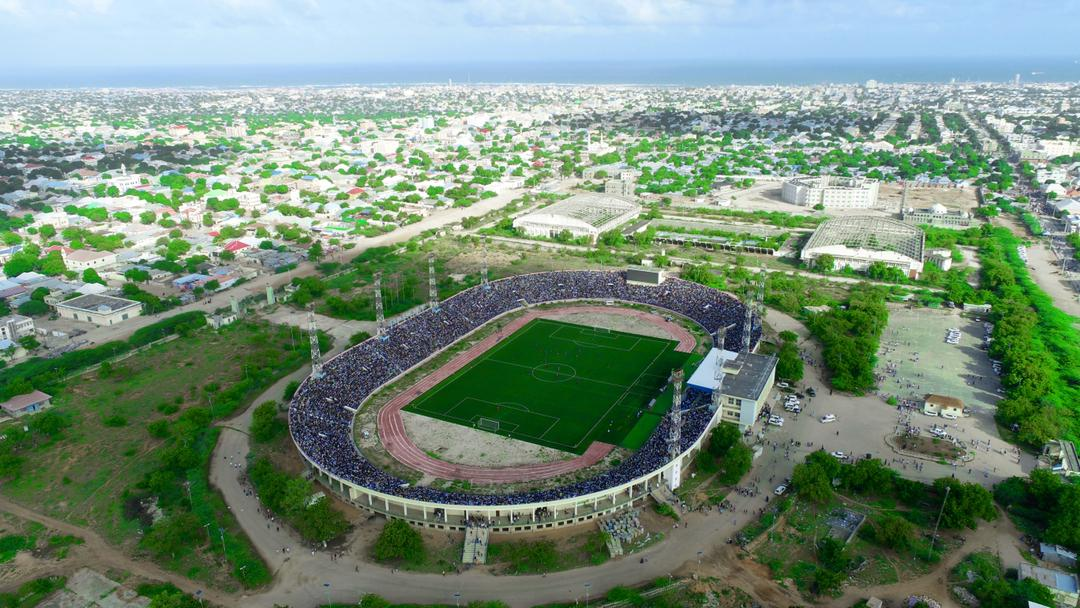

소말리아 연방 공화국(소말리어: Jamhuuriyadda Federaalka Soomaaliya 잠후리야다 페데랄카 소말리야, 아랍어: جمهورية الصومال الفدرالية 줌후리야트 앗-수말 알-피데랄리야[*]), 약칭 소말리아(소말리어: Soomaaliya 소말리야, 아랍어: الصومال 앗-수말[*])는 아프리카 동부 (이스트 아프리카)에 있는 나라이다. 과거에 1969년까지는 소말리 공화국, 쿠데타가 일어난 후부터 1991년까지는 소말리아 민주공화국이었다. 그리고 소말리아는 아프리카의 뿔에 있는 나라인데, 북서쪽으로는 지부티, 남서쪽으로는 케냐, 서쪽으로는 에티오피아와 국경을 맞대고 있으며, 북쪽에는 아덴만과 예멘, 동쪽에는 인도양이 있다.
소말리아는 1500만 명에 달하는 인구를 보유하고 있으며, 아프리카에서 가장 문화적으로 단합된 나라들 중 하나로 평가 받는다. 인구의 85%가 소말리인이며, 역사적으로 소말리아 북부에 거주해 살아왔다. 소수 민족들은 주로 남부 지방에 모여 살고 있다. 소말리아의 공식 언어는 소말리어와 아랍어이며, 대부분의 국민들은 수니파 이슬람교를 믿는 무슬림이다.
고전기에 소말리아 지방은 상업과 교역의 중심지였으며, 전설에 나오는 푼트 지방의 가장 유력한 후보들 중 하나로 보인다. 중세에는 여러 소말리계 제국들이 지역 간의 거래를 통제하였는데, 주로 아주란 술탄국, 아달 술탄국, 겔레디 술탄국 등이 번영하였다. ‘소말리아’라는 국명은 이탈리아의 여행가 루이지 브리체티가 지었다고 알려져 있다.
소말리아는 19세기까지 독자적인 주권을 가지고 번영하였으나, 19세기 후반에 유럽 열강들에 의하여 점령 되고 만다. 처음으로는 독일이 주도권을 쥐었고, 나중에 독일이 떠나고 난 이후에는 영국과 이탈리아가 들어왔다. 영국과 이탈리아는 각각 영국령 소말릴란드와 이탈리아령 소말릴란드를 설립하고 식민 통치를 행하였다.
내부적으로 반발도 만만치 않아 무함마드 압둘라 하산이 이끄는 데르비쉬 왕국이 저항을 계속하였다. 다만 이 저항도 1920년 소말리아 원정으로 인해 진압 당하고 멸망하고 말았다. 이탈리아는 한편 소말리아 동북부에 위치한 술탄국들을 원정으로 멸망시키며 소말리아 북동부, 중앙, 남부 지역에 대한 통치권을 확립하였다. 1960년에 이르러서야 영국령 소말릴란드와 이탈리아령 소말리아가 민간 정부의 주도 하에 새로운 소말리아 공화국을 창립하기 위해 통합되었다.
1969년에 최고혁명위원회(Supreme Revolutionary Council)가 권력을 장악하였고, 소말리아 민주공화국을 세웠다. 다만 소말리아 민주공화국은 소말리아 내전으로 인하여 22년 만인 1991년에 해체되었다. 이 시기 동안 소말리아 지방들 대부분이 관습법, 혹은 종교법으로 통치 되며 나라 전체가 퇴보하였다. 2000년대 후반에서야 여러 과도 정부들이 연이어 세워졌는데, 2000년에는 과도국민정부(TNG)가, 2004년에는 국제사회로부터 소말리아 유일한 합법정부라고 인정을 받은 과도연방정부(TFG)가 설립되어 소말리아 군대를 다시 재건하였다. 2006년에 과도연방정부는 국가의 남부 지역들 대부분을 신흥 세력인 이슬람법정연합(Islamic Courts Union)으로부터 다시 되찾는 데에 성공하였다. 이슬람법정연합은 이후 알 샤바브와 같이 더 과격한 분파들로 분화되었고, 영토를 빼앗기 위하여 과도연방정부와 끊임없는 전투를 벌였다.
2012년 중반, 소말리아에도 점차 안정이 찾아왔고 조금 더 항구적인 민주주의와 평화에 대한 논의가 시작되었다. 새로운 임시 헌법이 2012년 8월에 통과되었으며, 소말리아를 연방 국가로 개조하였다. 같은 달에 소말리아 연방 정부가 설립되었으며 수도 모가디슈에서 개혁이 단행되기 시작하였다. 소말리아는 현재까지도 비공식 부문 경제 중심을 유지하고 있으며, 주로 통신업이나 재외 국민들이 보내주는 돈, 수공업 등에 의존하고 있다. 소말리아는 UN, 아랍 연맹, 아프리카 연합, 이슬람 협력 기구의 일원이기도 하다.

## 개요
옛날부터 소말리아는 아랍 세계와 우애를 맺은 덕분에 소말리아는 1974년 아랍 연맹의 회원국이 되었다. 아프리카의 다른 국가와 관계를 강화하기 위하여 소말리아는 아프리카 연합 창립에 동참하였으며, 아파르트헤이트 정권에 대항하여 남아프리카 공화국의 아프리카 민족회의를 지지하였으며, 에리트레아 독립 전쟁 당시 에티오피아에서 독립하려는 에리트레아 분리주의자를 지원하였다. 무슬림 국가였던 소말리아는 이슬람 회의 기구의 창립국이었으며, 유엔과 비동맹 운동에도 가입하였다. 내전과 불안정을 겪으면서 소말리아는 자유 시장 경제를 유지하고자 하였는데, 유엔에 따르면 아프리카의 여타 나라들보다 시장 자유화를 잘 수행하고 있다고 한다. 그러나 현재 소말리아는 소말리아 내전으로 인해 "세계에서 가장 위험한 국가" 중 하나로 분류되고 있으며 이러한 이유로 대한민국을 비롯한 대부분 국가의 외교부에 의해 소말리아는 시리아, 아프가니스탄, 예멘, 이라크, 리비아와 함께 여행 금지국으로 지정되어 있다.(2021년 7월 31일 까지)

## 역사

### 고대
예로부터 소말리아는 고대 세계의 상업 중심지였다. 고대 이집트, 페니키아, 미케네에서 유향, 몰약, 향신료는 귀중품으로 여겨졌는데, 소말리아의 선원과 상인들은 교역을 통하여 이를 공급하였다. 대부분의 학자들은 고대 소말리아 땅에 고대 푼트 왕국이 있었다고 한다. 고대 푼트인들은 파라오 사후레와 하트셉수트 시대에 이집트와 밀접한 관련을 맺었다. 소말리아에 있는 피라미드 건물, 신전, 돌로 지은 가옥도 이 시대의 것이라고 한다. 고전기에 사바 왕국과 경쟁하던 오포네(Opone), 모실론(Mosyllon), 말라오(Malao) 같은 고대 도시 국가와 파르티아, 악숨은 부유한 인도-그리스-로마간의 교역으로 소말리아에서 번성하였다.

### 중세
소말리아에서 홍해 너머 아랍에서 이슬람이 발흥하면서 아라비아 반도에 살던 소말리아 상인, 선원, 거류민들이 점차 교역 상대인 아랍인 무슬림을 통하여 새 종교의 영향을 받게 되었다. 이슬람이 발생하고 수백 년 동안 이슬람 세계에서 소말리아로 무슬림이 이주하고, 이후 소말리아의 무슬림 학자가 소말리아 사람을 평화적으로 개종시키면서, 고대 도시 국가는 이슬람화 되어 베르베리(Berberi) 문명의 일부를 이룬 모가디슈, 베르베라, 제일라, 바라와, 메르카가 되었다. 모가디슈 시는 "이슬람의 도시"로 알려지게 되었으며, 수백 년 간 동아프리카의 황금 무역을 장악하였다. 중세 시대에 여러 강력한 소말리아 제국들은 지역 교역을 지배하였는데, 수로 공학과 요새 건축이 뛰어났던 아주란 왕국(Ajuuraan State)과 아흐메드 구레이(Ahmed Gurey) 장군이 에티오피아 제국을 정복하면서 아프리카에서 처음으로 대포를 쓴 바 있는 압달 술탄국, 소말리아인 술탄 아흐메드 유수프에 공물을 바쳐 라무(Lamu) 시 북쪽 오마니 제국을 군사적으로 지배한 겔레디 술탄국 등이 바로 그러하였다.
한편 겔레디 술탄국의 3번째 술탄이었던 유수프 마하무드 이브라힘 술탄은, 겔레디 술탄국의 황금기를 열었다. 그는 지하드를 펼쳐 소말리아 지방을 통합하였고, 이쪽 해안을 통한 상아 무역을 다시 안전하게 재활성화시켰다. 그는 이웃 오만, 위투, 에멘의 술탄국들에게서도 많은 친선 우호용 선물들을 받으며 국력을 과시하기도 하였다.
이브라힘 술탄의 아들인 아흐메드 유수프가 그의 뒤를 이었고, 19세기 동아프리카에서 가장 주요한 인물들 중 하나로 떠올랐다. 그는 오만에서부터 공물을 받았으며, 동아프리카 해안 지역의 무슬림 가문들과 연합을 맺으며 세력을 강화하였다. 한편 소말리아 북부에서는 예멘과 페르시아 지방과 활발히 무역을 벌이고 있었으며, 바리 왕조의 상인들과 경쟁하였다. 이들은 웅장한 궁전과 요새들을 지었으며, 근동의 여러 제국들과도 밀접하게 우호를 다졌다.

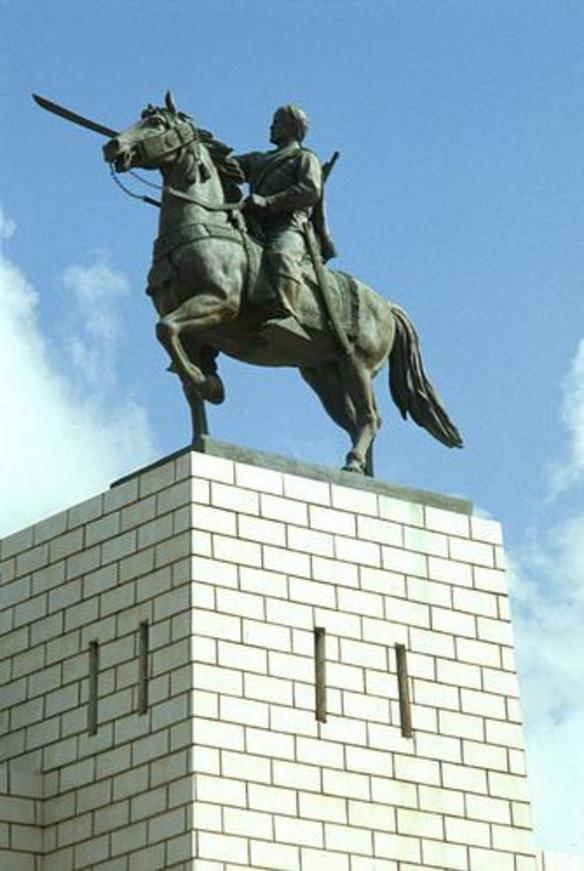
무함마드 압둘라 하산

### 근대
19세기 후반, 1884년에 베를린 회담에서 유럽 열강들은 아프리카 분할을 벌이기 시작하였다. 아프리카인들은 이에 반발하여 데르비쉬의 지도자 무함마드 압둘라 하산을 중심으로 역사상 가장 기나긴 식민 반발 전쟁을 벌이기 시작하였다. 그가 쓴 여러 시와 연설들에서, 하산은 영국이 ‘우리들의 종교를 파괴하였으며, 우리의 자식들을 그들의 자식으로 만들었다’ 라고 강하게 비난하였다. 또한 기독교를 믿는 에티오피아인들이 소말리아의 정치적, 종교적 자유를 약탈하고 있다고 일변하기도 하였다. 그는 곧 국민들의 영웅으로 떠올랐으며, 모든 기독교와 서구 침략자로부터 자유를 지켜내는 자유의 화신처럼 여겨졌다.
하산은 소말리아의 통합을 지지하지 않거나 그의 영도 하에서 싸우지 않는 모든 소말리아 국민들을 역적으로 칭하기 시작하였다. 그는 오스만 제국, 수단, 여타 이슬람과 아랍계 국가들의 지원을 받아 무기를 충당하였고, 장관과 조언자들을 각 지방에 임명하였다. 또한 그는 소말리아의 통일을 부르짖었으며 독립할 것을 강하게 요구하며 자신의 세력을 결집하였다. 하산은 점차 군사적인 운동을 벌이기 시작하였고, 그의 정치 체제는 엄격한 계급제와 중앙 집권화에 근본을 두고 있었다. 하산은 기독교인들을 바다에 수장 시켜 죽여버리겠다고 협박하였는데, 그 공격의 예비 작업으로 1,500명에 달하는 군사들에게 20개의 라이플을 주어 주둔하고 있는 영국 군대를 공격하도록 하기도 했다. 그는 영국군을 4번에 걸쳐 몰아냈으며, 오스만 제국과 독일 제국과 같은 추축국들과 연계를 맺었다. 허나 1920년대에 영국이 대대적인 공세를 펼치자 결국 이들도 무너졌고, 소말리아 대부분은 영국의 보호령으로 전락하였다.

### 독립
2차 세계 대전이 끝난 직후에도, 영국은 승전국으로써 이탈리아령 소말리아와 영국령 소말릴란드를 여전히 보호령으로 삼고 있었다. 1945년에 열린 포츠담 회담에서 국제연합은 이탈리아에게 10년 이내의 소말리아 독립이 이루어진다는 조건 하에 이탈리아령 소말리아에 대한 신탁 통치를 승인하였다. 한편 영국령 소말릴란드는 1960년까지 영국의 보호령으로 남아있었다. UN이 이탈리아의 신탁 통치를 일부 승인함에 따라, 소말리아인들도 서구식 정치 체제와 자국 통치 능력을 배울 수 있게 되었다. 이는 영국이 끝까지 쥐고 놓지 않고 있던 영국령 소말릴란드에 비하면 미래적인 관점으로 보았을 때 훨씬 압도적인 장점이었다. 1950년대에 영국의 관료들이 여러 행정 조치들을 통하여 발전을 시도하였으나, 보호령은 계속 정체된 상태를 유지하였고 이탈리아령 소말리아와 영국령 소말릴란드는 정치적, 경제적으로도 큰 격차가 벌어지기 시작하였다. 이 같은 격차는 후에 통합되어 소말리아 공화국으로 독립하였을 때 큰 불화를 불러오는 참사를 낳고 말았다.
1948년에 영국은 동맹국들과 국제적인 비난 때문에 1884년 이래 자신들이 점유해오던 땅들을 다시 소말리아인들에게 돌려주었으며, 1897년에 에티오피아 제국의 메넬리크 황제가 프랑스의 침략을 막아준다는 조건으로 에티오피아에게 주었던 소말리아령 일부를 다시 소말리아에게 편입시켰다. 영국은 소말리아인들이 자신들의 자주권을 지킬 수 있다고 공언하였으나, 에티오피아가 점유권을 주장하였고 1956년에 영국은 돌려주었던 땅 대다수를 사들이려는 시도를 하기도 하였다. 영국은 거의 소말리아인들로만 구성된 북동부 주(Northern Frontier District)를 케냐에게 주기도 하였다. 이는 논란의 여지가 있었는데, 거의 모든 소말리아인들이 새롭게 세워지는 소말리아 공화국에 편입되고 싶어했기 때문이었다.
1958년에 당시 프랑스령 소말릴란드였던 지부티에서 열린 국민투표에서, 새로운 소말리아 공화국에 편입될 것인지, 아니면 프랑스에 잔류할 것인지에 대한 투표가 이루어졌다. 투표에서 사람들은 잔류를 택했다. 이 결과도 상당히 논란이 일었는데, 이 지역에는 백인계 프랑스인들과 혼혈인들이 상대적으로 많이 살고 있었을 뿐더러 프랑스 정부 측에서 투표 전에 수천 명에 달하는 소말리아인들을 추방했기 때문이었다. 지부티의 국민투표에서 반대표를 던진 압도적인 다수는 소말리아인들로, 이들은 새로운 공화국에 합류하고 싶어하였다. 지부티는 1977년에서야 프랑스로부터 독립을 얻어내었으며, 당시 국민투표에서 찬성표 운동을 주도한 소말리아인 하산 굴레드 압티돈이 초대 대통령으로 취임하였다.
1960년 7월 1일에 영국령과 이탈리아령 소말리아가 합쳐져 소말리아 공화국을 세웠다. 압둘라히 이사와 무함마드 하지 이브라힘 이갈과 같은 신탁통치와 보호령 정부들의 요인들이 모여 정부를 구성하였고, 하지 바시르 이스마일 유수프가 소말리아 국회의장으로 선출되었다. 아덴 압둘라 오스만 다르가 초대 대통령으로 취임하였으며, 압디라쉬드 알리 셰르마르케가 총리로 지명되었다. 1961년 7월 20일, 국민투표를 통하여 새로운 헌법을 구성하였는데 대부분 이탈리아령 소말리아에 소속되어 있던 사람들만 참여하였고 영국령 보호령에 속해있던 사람들은 참여하지 않았다. 1967년에 무함마드 하지 이브라힘 이갈이 셰르마르케의 지명을 받아 총리가 되었고, 이갈은 나중에 미승인국가인 소말릴란드의 대통령이 되기도 한다. 1969년 10월 15일, 라스 아노드 마을을 방문하던 셰르마르케 대통령이 경호원에게 암살 당했다. 그의 암살 직후 10월 21일에 군부 쿠데타가 일어났고, 군대가 아무 무력 저항 없이 권력을 접수하였다. 이 쿠데타는 당시 군부를 장악하고 있던 모하메드 시아드 바레 장군이 이끌었다.

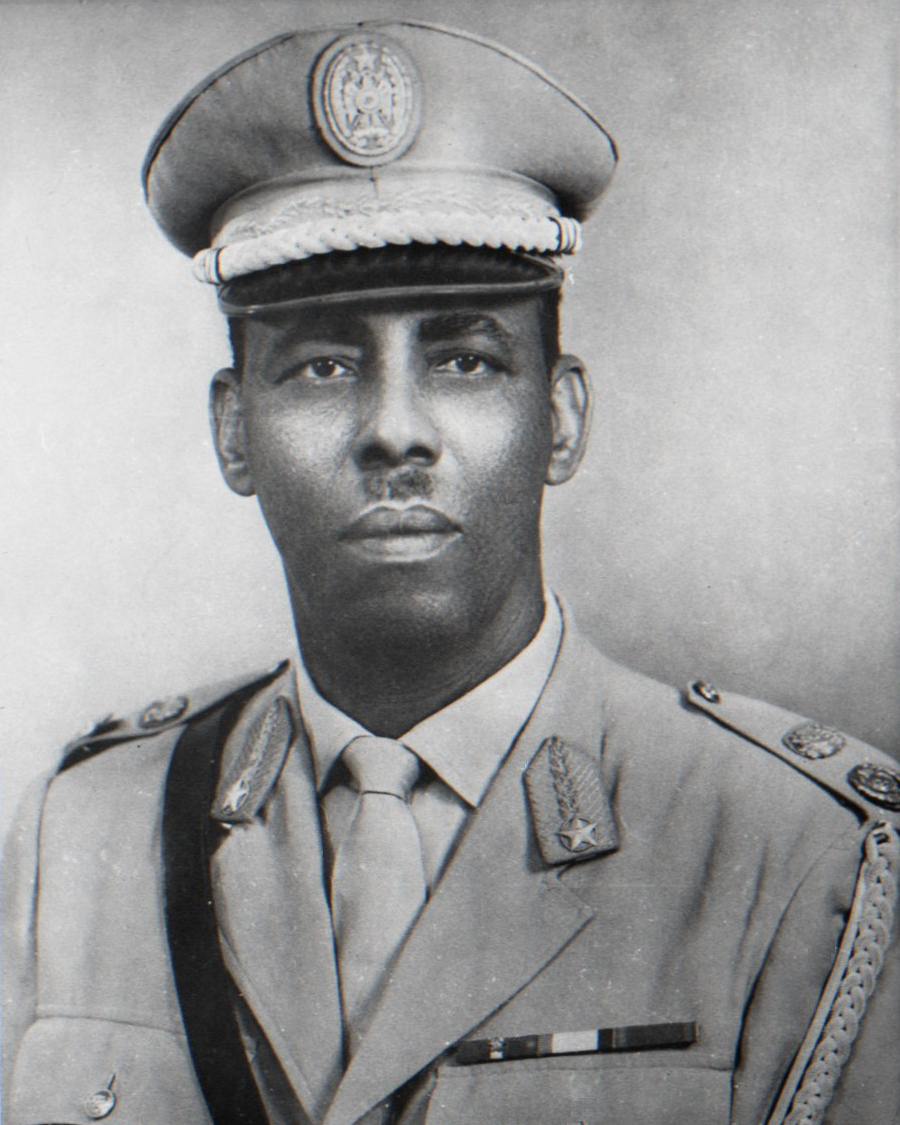
시아드 바레 장군

### 소말리아 민주 공화국
대통령 암살 직후 권좌에 오른 시아드 바레 장군은 최고혁명위원회를 발족하여 살라드 가브레예 케디예 대령과 자마 코르셸 경찰청장에게 위원회의 운영을 맡겼다. 케디예 대령은 ‘혁명의 아버지’라는 호칭을 공식적으로 얻어내었으며, 최고 통수권자인 바레 장군은 위원장으로 임명되어 권력을 장악하였다. 최고혁명위원회는 국명을 소말리아 민주 공화국으로 바꾸었으며, 의회와 대법원을 해산하고 헌법의 효력을 중지 시켰다. 혁명 위원회는 대규모 공공 프로젝트들을 진행하였고, 도시와 시골 지역들에 문해율을 높이기 위한 작업들을 대거 시행하였다. 이 덕분에 소말리아의 문해율이 상당히 급격하게 높아지기도 하였다. 또한 새 정권의 권력가들은 아랍과의 관계를 대단히 중시하였으며, 이 때문에 1974년에는 아랍 연맹에도 가입하였다. 같은 해에 바레 장군은 아프리카 연합의 전신인 아프리카 통일기구의 수장직을 맡기도 하였다.
1976년 7월, 바레 장군의 최고혁명위원회는 스스로 해산하였고 대신 소말리아 혁명사회당을 만들었다. 소말리아 혁명사회당은 사회주의와 이슬람에 뿌리를 둔 독재 정당으로, 마르크스주의와 이슬람교를 소말리아에 맞게 혼합하여 국가적인 이념으로 삼고자 하였다. 주로 이슬람의 사회 진보, 평등과 정의와 같은 가치들을 중시하였으며 중앙 정부가 모든 것에 관여하는 성향을 띠었다. 소말리아 혁명사회당은 개인 투자를 제한적으로만 허용하였으며, 소말리아의 사회 경제 체제는 기본적으로 공산주의와 비슷한 느낌을 풍겼다.
1977년 7월에는 바레 정권이 소말리아 남동부 지역에 살고 있는 소말리인들을 끌여 들여 대소말리아주의를 강화하기 위하여 공산화된 지 얼마 되지 않은 에티오피아의 농업 생산지를 침공한 직후 오가덴 전쟁이 발발하였다. 전쟁 초기에는 소말리아 군대가 오가덴 남부와 중부 지역을 빠르게 장악하였고, 이후에도 에티오피아 군대를 상대로 연이어 승리를 거두었다. 1977년 9월 경에 소말리아는 오가덴 지역의 90%를 장악하였으며 지부티 등으로 향하는 철도선을 가로막겠다고 협박하며 에티오피아를 압박하였다. 그러나 소말리아가 도시 하라르를 점령한 이후, 소련이 갑자기 공산 에티오피아를 돕기 위하여 간섭하였으며 20,000여 명의 쿠바 군대와 소련 전문가를 에티오피아에 파견하였다. 1978년이 되자 소말리아 군대는 오가덴 지방에서 쫓겨났으며, 이 때문에 바레 정권은 소련에 맞서기 위하여 당시 냉전기에 소련의 최고 숙적이었던 미국과 결탁을 노리게 되었다. 바레 정권은 미국과 관계를 공고히 하기 시작하였고, 정권 초기에 소련에서 지원 받은 것과 후기에 미국에게 지원 받은 것을 더하여 아프리카에서 가장 거대한 군대를 거느리게 되었다.
새로운 헌법이 1979년에 만들어졌고, 국회의원 선거가 치러졌다. 바레의 소말리아 혁명사회당이 선거에서 승리하여 통치를 계속하였다. 1980년 10월, 혁명사회당은 해산되었고 다시 최고혁명위원회가 복원되었다. 당시 바레와 혁명사회당은 대중들에게 극히 불신 받고 있었고, 군사 독재 치하에서 점차 사회 분위기가 악화되고 있었기에 분위기를 쇄신할 필요가 있었던 것이다.
1980년대에 냉전 말기에 이르고 소말리아의 전략적 중요성이 줄어들자 정권은 점차 약화되기 시작하였다. 정부는 극히 권위주의적인 성격을 띠기 시작하였고, 에티오피아의 지원을 받은 반군세력들이 등장하여 전국으로 퍼져나갔다. 이는 결국 소말리아 내전으로 발전하였다. 주 반군 세력들 중에서는 통합소말리의회(United Somali Congress), 소말리국민운동(Somali National Movement), 소말리애국운동(Somali Patriotic Movement)등이 있었으며, 그 외에도 소말리민주운동(Somali Democratic Movement), 소말리민주연합(Somali Democratic Alliance)와 같은 비폭력적 정치적 대안 세력들이 급부상하였다.
1990년대에 수도 모가디슈에서 드디어 국민들이 공공에서 3~4명 이상이 모이는 것이 금지되었으며, 석유 공급이 원활하지 못하여 극도의 불안이 유발되었으며 인플레이션이 발생하여 당시의 주식이었던 파스타의 가격이 1kg당 5달러 정도로 급속하게 뛰었다. 케냐에서 들여오는 식물 까트도 가격이 1kg당 5달러 정도로 올랐다. 너무나 인플레이션이 심각했기에 액면 가치는 거의 무시되다시피 하였고, 물건들을 사기 위해서는 돈다발들을 갖고 다녀야 할 정도였던 것이다. 은행이 더 이상 환전해줄 현금이 부족해지자 도심에도 암시장이 횡행하였으며 도시의 밤 거리는 무법천지로 변했다. 모든 외국인 방문객들은 군의 보호 하에서만 안전하게 돌아다닐 수 있었다. 외화 유출을 막기 위하여 환전 규제가 이루어졌다. 외국인에 대한 직접적인 규제는 없었으나, 대신 빈곤해 보이는 장소들에 대한 사진 촬영은 모두 금지되었다. 모가디슈의 낮 시간에는 군인들을 찾아보기 어려웠으나, 저녁이 되고 밤이 되면 반정부 요인들이 자택에서 하나 하나씩 원인 모를 이유로 ‘실종’되기 시작하였다.

### 소말리아 내전
1991년에 이르자 바레 정권은 에티오피아와 리비아의 지원을 받은 반대 세력 연합에 의하여 축출되었다. 소말리국민운동과 소말리아 북부 지방의 원로들은 회담 끝에 이전 영국령 소말릴란드에 속해있던 북부 지방을 소말리아에서부터 독립 시켜 1991년 5월에 소말릴란드를 건국하였다. 소말릴란드는 사실상 독립적인 국가이며, 피폐한 남부 지역보다도 훨씬 경제적으로 형편도 낫고 안정적이나 그 어떠한 외국 정부로부터 인정을 받지 못하고 있다.

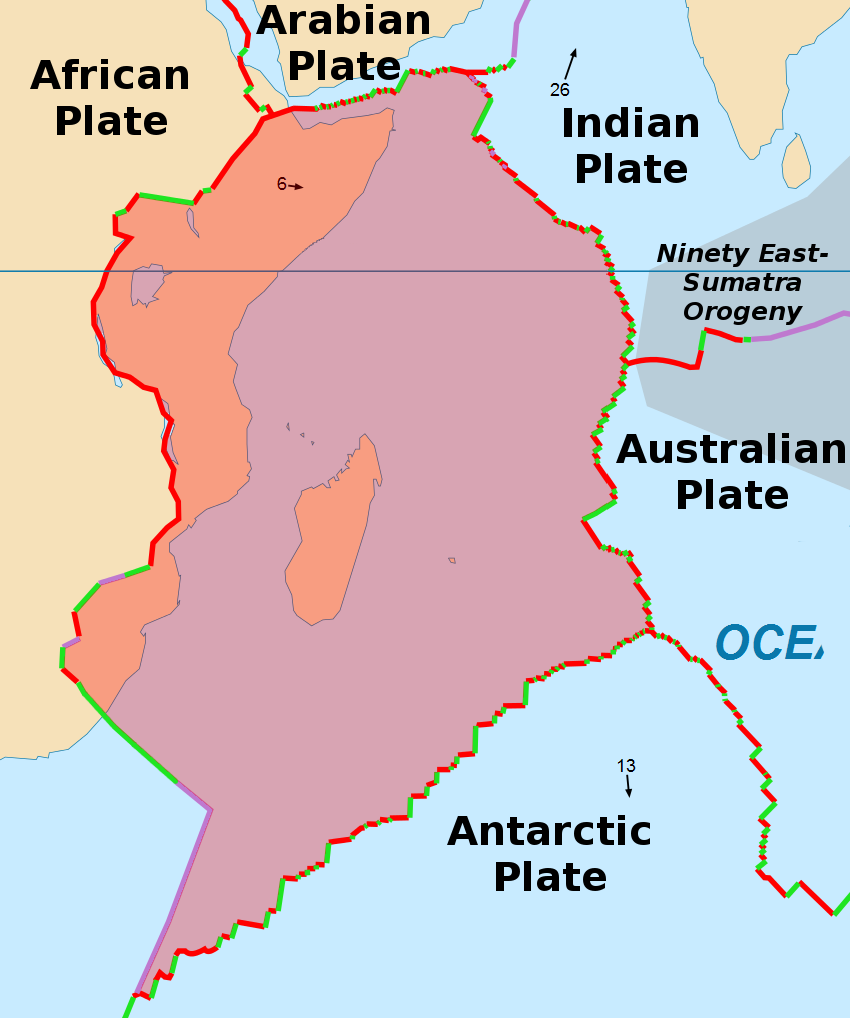

많은 반대파들은 바레 정권이 쫓겨난 이후 생겨난 권력 공백을 차지하기 위하여 권력 다툼을 벌였다. 남부에서는 통합소말리의회의 장군인 모하메드 파라 아이디드와 알리 마흐디 모하메드가 수도 모가디슈의 통제권을 갖기 위하여 서로 충돌하였다. 1991년에 이웃 국가 지부티에서 소말리아에 대한 국제적 회의가 열렸는데, 아이디드 장군은 첫 회담에서 항의의 표시로 참석하지 않았다. 지부티 회담에서 국제 사회는 알리 마흐디 모하메드에게 정통성을 실어주었다. 마흐디 장군은 점차 소말리아의 새 대통령으로 인식되기 시작하였는데, 지부티, 이집트, 사우디아라비아와 이탈리아 등이 처음부터 공식적으로 인정하였으며 점차 타 국가들도 그를 공식적인 대통령으로 인정하였다. 허나 마흐디 대통령은 모가디슈 이외 지역에는 전혀 영향력을 행사할 수 없었고, 소말리아 남부는 여러 파벌로 쪼개졌으며 북부는 수많은 자치구로 나뉘어 조각조각났다. 지부티 회담은 이후 2개의 합의문을 발표하며 소말리아의 안정을 되찾으려 노력하였다. 15명의 파벌 대표들이 서명하였으며, 사회 복구를 위하여 비공식적인 회담을 지속적으로 열 것에 합의하였고 1993년에 아디스아바바 합의문이 새롭게 발표되었다. 1990년대 초, 중앙정부의 부재로 국가 체제가 나락으로 빠져들자 소말리아는 점차 ‘실패 국가’의 상징처럼 비춰지기 시작하였다. 정치학자 켄 멘카우스는 이미 소말리아가 1980년대 중반부터 실패 국가라고 주장하였으며, 로버트 I. 로트버그는 소말리아의 실패가 이미 무능한 바레 정권 때부터 시작되었다고 말하기도 한다. 이후 이 시기부터 소말리아는 국제적인 학자들로부터도 실패한 국가의 대명사처럼 언급되었다.
유엔 안전보장이사회 결의안 733호와 746호에서 국제사회는 중앙 권력이 부재한 소말리아에 안정을 되찾고 인도적 구호를 펼치기 위하여 평화 유지 작전인 UNOSOM I를 시행하였다. 1992년 12월 3일에 통과된 결의안 794호에는 당시 소련의 붕괴 직후 세계를 호령하던 미국의 주도 하에 다국적군의 결성이 합의되었고, 이로써 UNITAF가 결성되었다. UNITAF의 주 임무는 인도적 지원들이 충분히 이행되어 안정이 되돌아올 때까지 임시적으로 치안을 유지하는 것이었다. 1993년부터 실시된 UNOSOM II 작전은 2년을 계획으로 주로 남부 지역에서 진행되었다. UNITAF의 본 목적은 인도적 지원들이 유엔 헌장의 뜻에 의거하여 시민들에게 안전하게 당도할 수 있게 하는 것이었고, 대체적으로 성공적으로 평가받았다.
하지만 아이디드 장군은 UNOSOM II를 자신의 권력에 대한 위협으로 보았고, 1993년 6월에는 다국적군에 속해있던 파키스탄 군대를 공격하였다. 이때 수도 모가디슈에서 80명이 넘는 사상자가 났으며, 19명의 미군과 1,000여 명이 넘는 민간인과 군인들이 1993년 모가디슈 전투에서 사망하였다. 국제사회는 아이디드 장군을 강력히 비판하였으며, 이전 유엔 사무총장인 부트로스 부트로스갈리와 아흐메두 올루드 압달라 UN 소말리아 특별대사도 이를 ‘대학살’이라 표현하며 이를 지탄하였다.
UN, 아프리카 연합, 아랍 연맹, IGAD 등은 여러 국제 회담을 열어 소말리아의 상황을 진정시키기 위하여 노력하였다. 1997년 에티오피아의 국제 구호 회의, 1997년 카이로 평화 회의, 2000년 소말리아 국가평화회의, 2002년 케냐 소말리아 복구 회의, 2003년 나이로비 국가 복구 회의 등의 노력을 걸쳐 소말리아의 평화를 되찾으려 노력했던 것이다. 이즈음 소말리아에서는 임시 연방 정부가 세워졌고, 2007년에는 드디어 수도 모가디슈에서 국가재건회의가 열렸다.
내전이 벌어지자 수많은 국민들이 보호 시설을 찾아 전국을 떠돌았다. UNHCR에 의하면 2016년에 인접 국가에만 총 975,951명의 피난민들이 거주하고 있었으며, 추가적으로 110만 명의 사람들이 난민으로 전락했다고 전했다. 대부분의 난민들은 반투족이나 남부 지방에 살던 소수 민족들이었다. 게다가 60%에 달하는 난민들은 모두 어린이들이었다고 전한다. 난민들은 주로 폭력, 전쟁, 장기적인 가뭄, 자연 재해 등을 피해 도망쳐 온 자들이었다. 난민 캠프는 주로 소말리아 중남부에 집중되어 있으며, 그 다음으로는 북부 푼트랜드, 소말릴란드 지역에 많다. 추가적으로 소말리아는 현재 9,356명의 등록된 난민들과 11,157명의 구호 예비자들이 있다. 대부분의 사람들은 혼란과 죽음을 피해 외국으로 달아나지만, 몇몇 소수의 사람들은 폐허 속에서 사업 기회를 노리거나 재건 작업에 참여하기 위하여 주로 모가디슈와 같은 대도시들로 돌아오기도 한다.
중앙 정부의 부재는 소말리아의 인도양 해안에서 해적들이 판치게 하는 결과를 불러일으켰다. 본디 토착 어부들이 외국인들이 자신의 어장에 함부로 침입하는 것을 막기 위한 자경대에서 출발하였으나, 점차 이 것이 변질되어 외국 상선들까지 함부로 공격하는 불법 조직으로 전락한 것이다. 2008년 8월에는 아덴만에 연합태스크포스 150이 해안가를 순찰하며 이 해적들을 소탕하고 있으며, 많은 선주들은 스스로 경호대를 고용하고 있다. 이같은 조치는 효과가 있어 2012년 10월 경에는 2011년에 3분기에만 36척의 배가 공격 당한 것에 비하여 3분기에 오직 1척만 공격을 받았다.

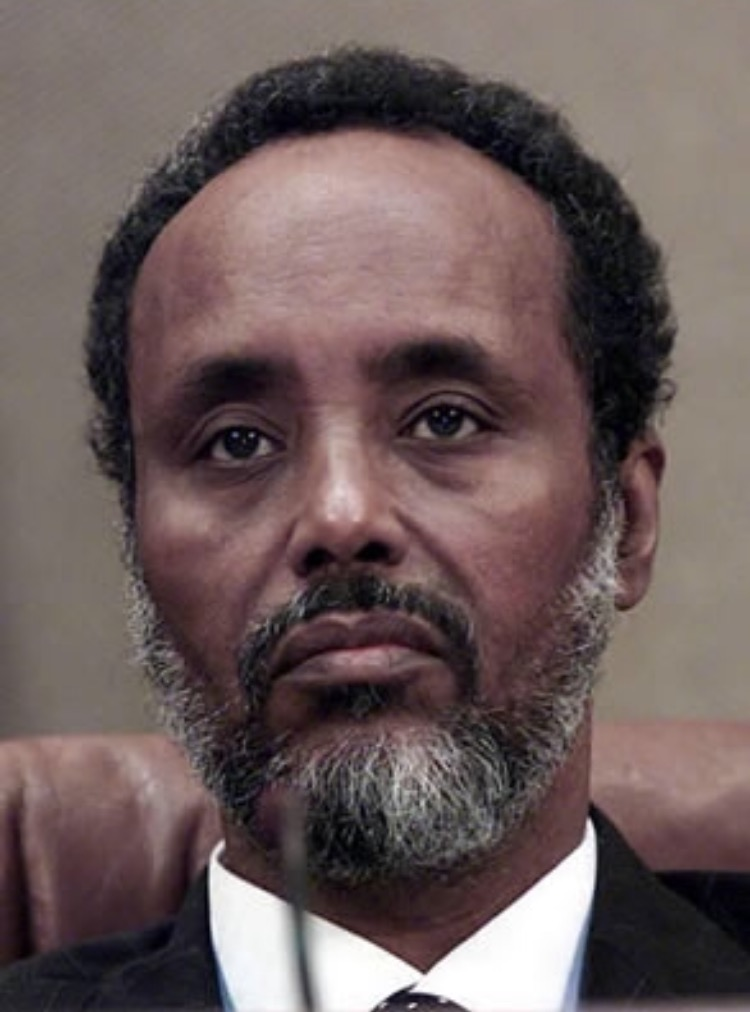
아브디카심 살라드 하산 초대 대통령

### 과도 정부
2000년 4월에는 소말리아에서 드디어 과도국민정부가 설립되었으며 아브디카심 살라드 하산이 임시 대통령이 되었다. 허나 과도 정부 내에서도 파벌 간, 이념 간 갈등이 매우 극심하였고, 총리가 3년 만에 4번이나 바뀌는 일이 벌어지기도 하였으며 2003년 12월에는 파산을 신고하였다. 이후 과도국민정부가 해산되고 과도연방정부가 새롭게 수립되었다.
2004년 10월 10일에 의원들은 압둘라이 유슈프 아흐메드를 첫 연방 정부의 대통령으로 선출하였다. 과도연방정부는 바레 정권이 무너진 이후 2번째로 세워진, 범국제적으로 인정을 받고 어느 정도 힘이 있는 전국가적 통치 기구였다. 과도연방정부는 2012년 8월 20일까지 국제적으로 인정받는 유일한 합법 정부였다. 과도연방정부는 과도연방기구(TFIs)의 일환으로 설립되었으며, 2004년 11월에는 과도 연방의회를 만들었다. 과도연방정부가 정부의 행정부를 이루었고, 과도연방의회가 입법부 역할을 맡았다. 소말리아의 대통령이 최고 수반이었으며, 총리가 이끄는 내각의 보좌를 받았다. 다만 연방 정부라는 단어 자체는 행정부, 입법부, 사법부 모두를 통틀어 말하기도 한다.

### 이슬람 법정 연합
2006년 경부터 이슬람교 연맹인 이슬람 법정 연합이 소말리아 남부 지방에 영향력을 떨치기 시작하였으며 점차 샤리아법을 실시하였다. 과도연방정부는 에티오피아 군대와 아프리카 연합군, 미국의 지원을 받아 민주주의와 공화제를 이 지역에 실시하려 하였다. 그리고 결국 과도연방정부는 이슬람법정연합을 몰아내고 점유권을 확실히 하는 데에 성공하였다.
2007년 1월 8일에는 라스 캄보니 전투에서 이김에 따라, 연방 정부의 대통령이자 창립자, 그리고 소말리아 군대의 전 대령이자 전쟁 영웅인 압둘라이 유슈프 아흐메드가 에티오피아의 군 지원을 받아 선출된 이후 처음으로 이슬람 세력이 장악하고 있던 수도인 모가디슈에 들어올 수 있었다. 이후 과도정부는 바이도아에 있던 임시 수도를 다시 모가디슈로 옮겼고, 1991년 바레 정권이 무너진 이래 처음으로 정통성 있는 정부가 국가 대부분을 차지하게 되었다.
모가디슈에서 쫓겨난 이슬람법정연합은 여러 분파들로 분화되었다. 더 급진적인 세력들, 알 샤바브 등을 포함한 세력들은 과도정부에 맞서 싸우기를 계속하였으며 에티오피아 군대를 소말리아에서 쫓아내기 위하여 노력하였다. 2007년과 2008년 사이에 알 샤바브는 소말리아의 중남부 지역의 마을과 도시들을 정부의 손에서 탈취하며 상당한 승리를 거두었고, 2008년에는 바이도아를 점령하였으나 모가디슈를 점령하는 데에는 실패하였다. 2009년 1월에 알 샤바브는 에티오피아 군대가 국경 밖으로 나가도록 압박하였고, 상대적으로 빈약한 아프리카 연합 다국적군만 남아 연방 정부 군대를 돕도록 하는 데에 성공하였다. 재원과 인적 자원의 부족 탓, 그리고 소말리아 전체적으로 깔려있는 무기 제한 때문에 군벌이 득세하며 국가의 안정화를 막고 있는 것이다. 유슈프 대통령은 푼트랜드에서 모가디슈로 수천 명의 군인들을 옮겨 파병하였는데, 이 때문에 정작 푼트랜드는 군대와 치안력의 부족으로 해적질과 테러 공격에 더욱 취약해지게 되었다.
2008년 12월 29일에 압둘라이 유슈프 아흐메드 대통령은 바이도아의 의회 앞에서 대통령직을 사퇴하였다. 그는 라디오 방송에서 17년 간의 노력 끝에도 국가를 통합 시키지 못한 자신에게 후회하고 있다고 말하였다. 그는 또한 국제사회의 과도정부를 향한 지지 부족도 비난하였으며, 과도 헌장에 따라 의회의 대변인이 자신의 직을 승계할 것이라고 밝혔다.

### 연립 정부
2008년 5월과 6월 사이에 소말리아 과도정부와 소말리아 재해방 연맹(ARS)의 온건파가 UN의 중재로 지부티에서 만나 협의를 가졌다. 이 협의에서 에티오피아 군대가 국경 바깥으로 나가게 하는 것이 합의되었으며, 무장을 서로 해제하고 연립 정부를 구성하여 평화를 도모하고자 하였다. ARS의 대표들까지 모두 의회에 받아들이기 위하여 의원 정수도 550명으로 늘렸고, 이들이 포함된 의회는 전 ARS 의장이었던 셰크 샤리프 셰크 아흐메드를 대통령으로 선출하였다. 샤리프 대통령은 암살 당했던 알리 셰르마르케 대통령의 아들인 오마르 압디라쉬드 알리 셰르마르케를 새로운 총리로 지명하였다. 연립 정부는 아프리카 연합 군대의 도움을 받아 2009년 2월부터 본격적으로 이슬람 극단주의자들이 장악하고 있는 남부 지방에 공세를 시작하였다. 정부는 이슬람 법정 연합의 온건파, ARS, 온건한 수니파 군벌들과 협력을 맺었고, 2009년 중반부터는 극단 단체 알 샤바브와 히즈불 이슬람이 이들에 맞서 싸우기 시작하였다. 2009년 3월에는 연립 정부가 샤리아법을 국가의 공식 사법제도에 포함시킬 것이라고 천명하였다. 허나 국가의 남부와 중부 지방에서는 여전히 소요가 지속되었고, 무능한 연립 정부는 패배를 계속하여 유슈프 내각에서 물려받은 남중부 영토를 대부분 잃었으며, 무려 80%에 달하는 분쟁 지역들을 극단주의자들에게 뺏기고 말았다.
이처럼 연립 정부가 이전의 성과들을 다 깎아 먹고 영토들이 점차 군벌들에게 잠식되자, 소말리아는 2008년과 2013년 사이에 세계에서 가장 실패한 나라들 중 최상위권을 연이어 차지하였다. 2009년에 부패 인식지수에서는 소말리아의 공공 부문에서조차 이미 부정부패가 만연함을 보여주었고, 2010년 중반에는 세계 평화지수에서 당시 전쟁 중이던 이라크와 아프가니스탄 다음으로, 거의 맞먹는 점수를 부여하며 세계 최악의 국가라는 오명을 씌우고 말았다.
2010년 10월 14일, 모하메드 압둘라이 모하메드 외교관이 새 총리로 임명되었고, 이전 총리였던 오마르 알리 셰르마르케 총리는 샤리프 대통령과의 정책 갈등으로 스스로 사임하였다. 모하메드 총리는 과도 헌법에 따라 새로운 내각을 2010년 11월 12일에 구성하였고, 국제 사회의 비준을 받아 합법성을 받았다. 그는 각 부 부처의 수를 39개에서 18개로 줄였다. 그는 새로운 헌법을 준비하기 위하여 소말리아 헌법학자, 종교계 인사들, 전문가들을 초빙하여 위원직을 맡겼으며, 몇몇 지역에 창권하고 있는 부족 간 분쟁을 막기 위하여 강력한 중재 정책을 펼쳤다. 소말리아 총리에 의하면, 정부의 투명성을 강화하기 위하여 내각 각 부 장관들은 그들의 자산들을 모두 동결해야 하며 윤리 지침에 서명해야만 직을 맡을 수 있다고 전해진다. 반부패 위원회가 설립되어 공식적인 수사권과 정부 정책 심의권을 맡았으며, 모든 공무원들이 감찰을 공식적으로 받아야만 하게 하였다. 또한 정부 요인들이 불필요한 여행을 떠나는 것을 최대한 줄이도록 하였으며 특히 장관급 이상의 고위급 공무원은 여행 일정을 떠나기 전에 총리의 허락을 받아야만 하도록 하였다. 2011년 예산안은 삼권 분립을 따라 의회의 승인을 받았으며, 공무원들의 월급에 대한 예산안을 최우선으로 하였다. 추가적으로 정부 재산과 예산에 대한 감찰도 정기적으로 이루어졌다. 분쟁 지대에서는 새로운 정부군과 ANISOM 군대를 투입하여 2011년 8월에 수도 모가디슈의 통제권을 가져갔으며, 아프리카 연합과 정부에 따르면 막대한 군비 강화로 의하여 분쟁 지대에서도 빠른 속도로 평화와 안정이 정착되고 있다고 하였다.

소말리아 의회의 원내구성

### 연방 정부
2011년 6월 19일, 모하메드 압둘라이 모하메드는 소말리아 총리직에서 사퇴하였다. 다만 과도 정부의 대통령과 의회 대변인, 의원들의 임기는 2012년 8월까지 연장하였다. 모하메드 내각에서 계획과 국제 협력부 장관으로 일했던 압디웰 모하메드 알리가 이후 종신직 총리에 임명되었다. 2011년 10월에 소말리아와 케냐 군대, 그리고 다국적 군대가 알샤바브에 맞서 남부 소말리아에서 작전을 벌였다. 2011년 10월에 소말리아와 케냐, 그 외 다국적군이 모여 알 샤바브와 이슬람 극단주의자들의 군대를 상대로 남부 소말리아에서 린다 은치(Linda Nchi) 작전을 펼쳤다. 소말리아 군대가 주축이 되어 작전을 이끌었고, 2012년 9월 쯤에 이르자 소말리아 정부군은 알 샤바브의 마지막 주요 도시였던 항구 도시 키스마요를 회복하였다. 2012년 7월에 유럽 연합과 소말리아가 합작하여 EUTM 소말리아, 아틀란타 작전, EUCAP 네스터와 같은 군사 작전들을 실시하기도 하였다.
2012년 8월 20일에 소말리아는 드디어 과도 정부 체제를 끝내고 공식적인 헌법과 의회 제도를 도입하여 소말리아 연방 공화국으로 출범하였고, 9월 10일 하산 셰흐 마하무드가 대통령 선거에서 당선되어 9월 16일 공식 취임하였다. 소말리아는 연방 정부의 지도 하에 안정을 조금씩 되찾아가기 시작하고 있으며, 2014년부터는 취약 국가 지수에서도 점차 순위가 내려가며 남수단 다음으로 2위를 차지하였다. UN 특별 대표인 니콜라스 케이, 유럽연합 상임대표 캐서린 애슈턴, 그 외 여러 국제 전문가들은 여전히 소말리아를 세계적인 취약 국가로 분류하고 있기는 하나, 점차 안정화 되고 있는 단계로 분석하고 있다. 2014년 8월에는 소말리아 연방 정부 차원에서 인도양 작전을 실시하여 지방의 해적과 소규모 군벌들을 소탕하려 하였고, 이 작전은 2017년까지 지속되었다. 2017년 10월, 수도 모가디슈에서 폭탄 테러가 일어나 500명이 넘는 사람들이 사망하였다.

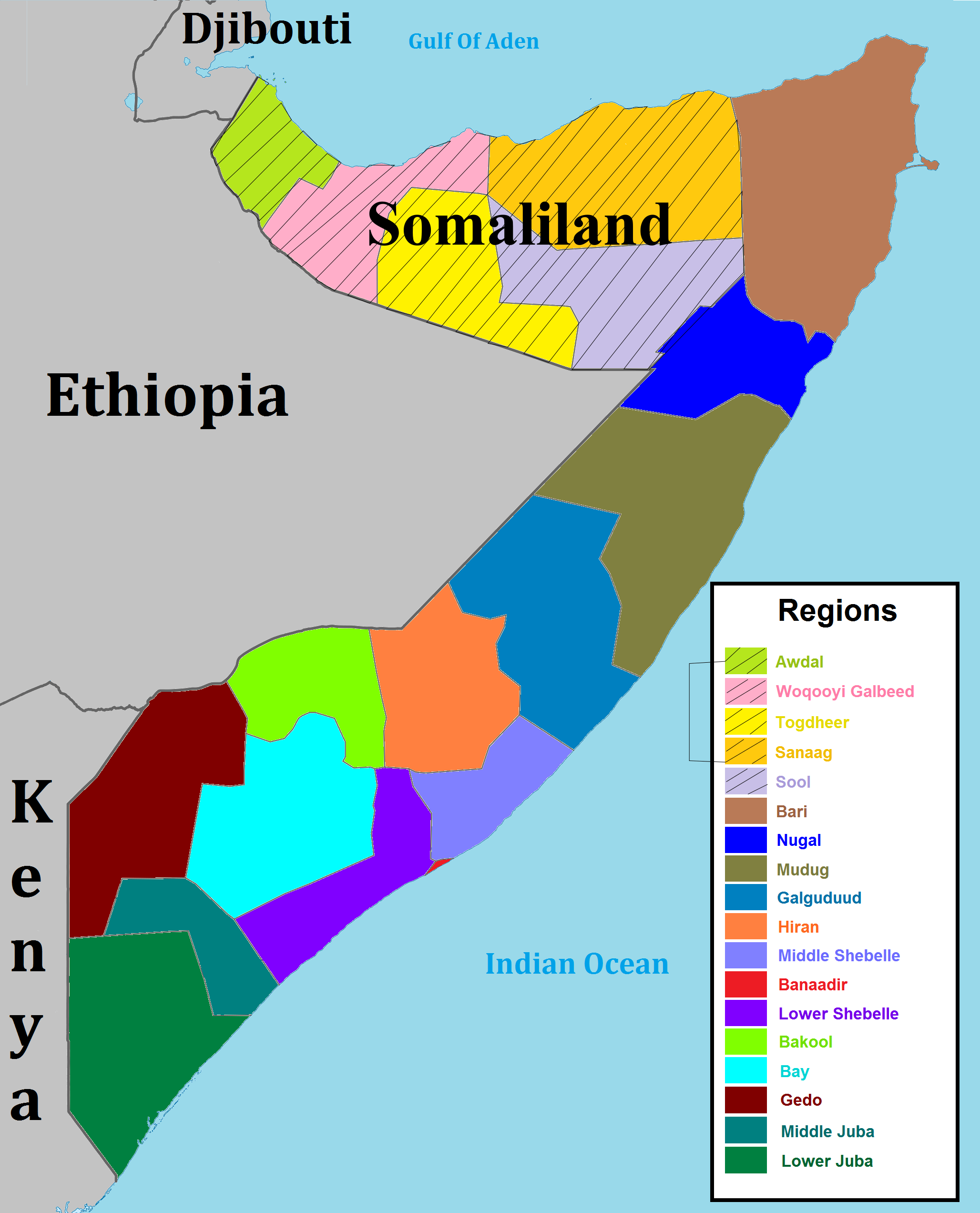
소말리아 행정구역도

## 행정 구역
소말리아는 공식적으로 18개의 주로 구성되어 있다.
- 아우달주
- 바콜주
- 바나디르주
- 바리주
- 바이주
- 갈구두드주
- 게도주
- 히란주
- 주바다데헤주
- 주바다호세주
- 무두그주
- 누갈주
- 사나그주
- 샤벨라하데헤주
- 샤벨라하호세주
- 솔주
- 토그데르주
- 워코이갈베드주

소말리아 북부 지방은 현재 소말릴란드와 푼틀란드가 지배하고 있으며 중부 지방은 갈무두그가 지배하고 있다. 남부 지방들 중 일부는 지금도 소말리아의 여러 씨족과 군벌, 이슬람 단체의 지배 하에 있으며 나머지 영토들만 소말리아 연방 정부가 간신히 지배하고 있다.

## 지리
소말리아는 아프리카 대륙의 가장 동쪽 끝에 '아프리카의 뿔'이라 불리는 곳에 위치해 있다. 국토의 대부분이 고원이고, 기후는 아시아 대륙의 영향을 강하게 받고 있다. 주요 하천은 시벨리강과 주바강이다. 소말리아 반도를 구성하고 있다. 에티오피아, 지부티, 케냐와 접해 있고, 북쪽과 동쪽은 인도양에 접해 있다.

## 기후
일 년 내내 계절풍이 불며 뜨겁다. 불규칙적인 강우가 나타나기 때문에 가뭄이 빈번하다. 고지대를 빼고서는 매일 최대 기온이 30~40도에 육박한다. 최저 기온은 15~30도 정도이다. 남서 계절풍의 영향으로 바닷바람이 불기도 하는데 5월~10월에 나타나며 12월~2월 정도까지는 북동 계절풍이 불어서 상대적으로 따뜻한 기후가 나타난다. 두 계절풍이 나타나지 않는 3월, 4월과 11월의 경우 습하고 덥다.

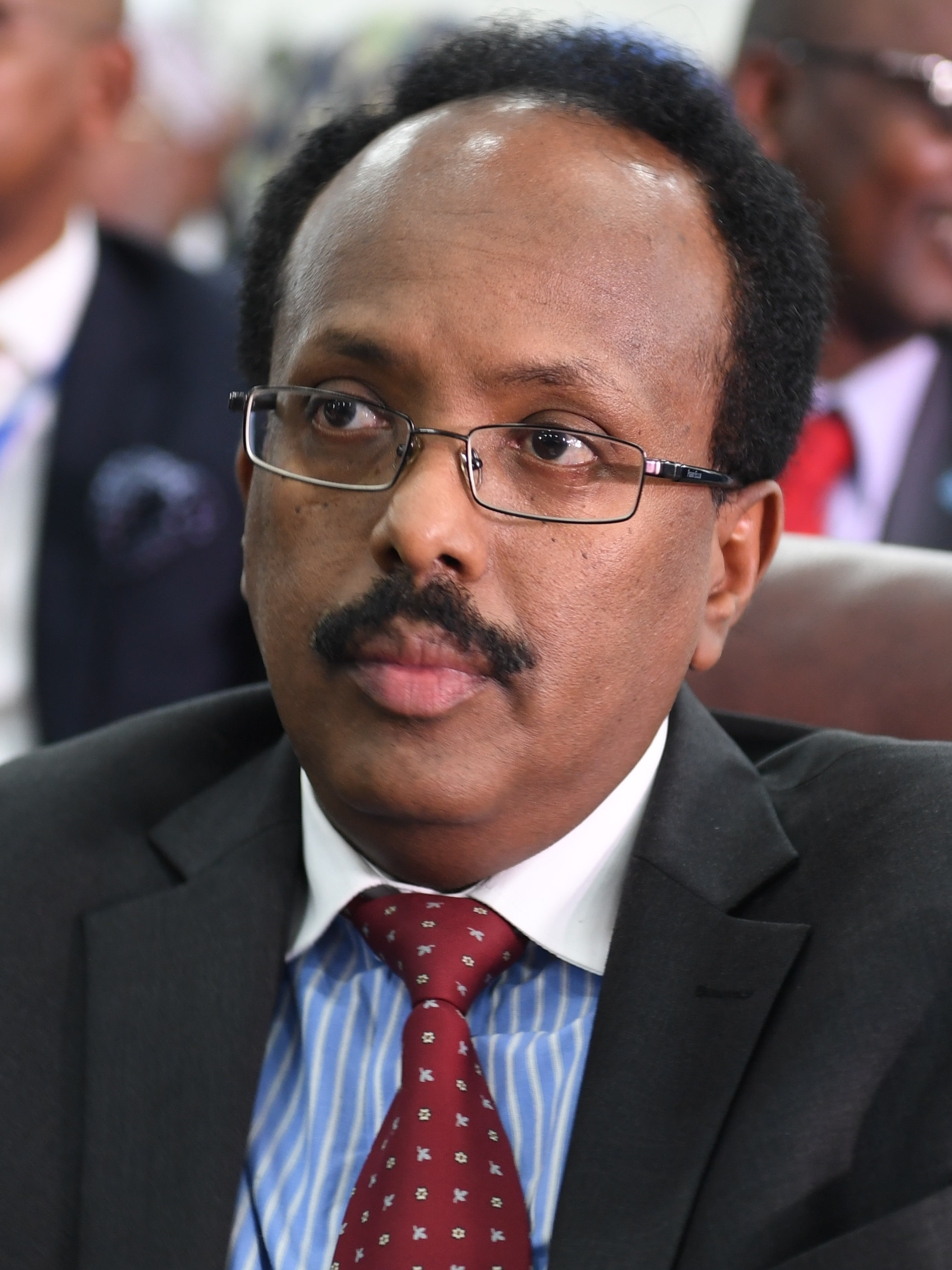
모하메드 압둘라히 모하메드 대통령

## 정치
1960년 6월 26일 영국으로부터 북부 지역이 독립하였고, 1960년 7월 1일 이탈리아로부터 남부 지역이 독립하였다. 정부 형태는 대통령제로, 의회 구성은 양원제이다.
대통령은 총리를 지명하며, 이 총리가 정부를 통제한다. 소말리아 의회가 소말리아의 정식 의회이며, 상원과 하원으로 구성되어있는 양원제이다. 상원과 하원 모두 임기는 4년인 선출직으로 구성되며, 이 의회가 대통령, 의회 대변인을 선출한다. 의회에게는 법안들을 통과시키거나 거부할 권한도 있다.
2012년 9월 10일에 의회는 하산 셰흐 모하무드를 새로운 대통령으로 선출하였다. 모하무드 대통령은 압디 파라 시르돈을 그해 10월 6일에 새 총리로 지명하였으며, 2013년 12월 21일에는 압디웰리 셰흐 아흐메드가 직을 승계하였다. 2014년 12월 17일에는 전 수상 아마르 압디라쉬드 알리 셰르마르케가 다시 총리로 지명되었다.
소말리아 사법부는 소말리아 연방정부 과도 헌법을 기반으로 한다. 2012년 8월 1일에 모가디슈의 제헌의회에서 통과되었다. 과도 헌법은 여러 분야의 전문가들에 의하여 만들어졌으며, 연방의회의 대변인이던 모하메드 오스만 자와리의 지휘하에 작성되었다. 주로 연방공화국의 국시에 대하여 명시해놓고 있으며, 공권력의 행사도 모두 이 법전에 기반한다.
국가 재판 기구는 크게 3단계로 이루어진다. 가장 상위 법원이 헌법재판소이며, 그 다음이 연방 법원이고 그 아래가 주 법원이다. 9인으로 이루어진 사법위원회가 모든 판사들을 임명한다. 사법위원회는 예비 헌법재판소 후보들을 추천하며, 이 후보들은 의회의 재가를 받은 후에 대통령령으로 직위에 임명된다. 5인으로 구성된 헌법재판소는 헌법과 관련된 재판들을 진행하며, 여러 국가 존립과 직결된 문제들을 심의한다. 소말리아의 법은 크게 민법, 이슬람법, 관습법, 이 세 가지가 합쳐진 형태를 띠고 있다.

## 외교
소말리아의 외교 관계는 대통령이 진두지휘하며, 그 옆에서 소말리아 외교부가 보좌하는 형태를 띠고 있다. 국가 헌법 54조에 의하면 소말리아는 연방 국가이기 때문에 중앙 정부와 주 정부 간에 헌법에 기반한 협의 하에 권력과 의무를 나누어 책임지는 구조로 되어 있다. 허나 주 정부는 외교, 국방, 시민권, 이민, 금융 등에 관련한 사무는 처리할 수 없고 오직 중앙 정부만이 통제가 가능하다. 다만 헌법 53조에는 연방 정부가 국제적인 협약을 체결하기 위해서는 주 정부와의 협의 과정이 필요하며, 국제 무역, 금융 조약 등을 체결할 때에도 주 정부와 의견 수렴을 거쳐야 한다. 현 소말리아는 여러 국가들과 외교 관계를 맺고 있는데, 주로 지부티, 에티오피아, 이집트, 아랍에미리트, 예멘, 터키, 이탈리아, 영국, 덴마크, 프랑스, 미국, 중화인민공화국, 일본, 러시아, 대한민국 등이 주요 수교국이다.
소말리아는 세계 각국에 대사관들을 설치해 놓고 외교 업무를 분담하게 하는데, 모가디슈와 그 외 주요 도시에는 여러 국가들의 대사관과 영사관들이 설치되어 있다. 소말리아는 UN과 같은 국제적 협의체의 공식 일원이며, 그 외에도 아프리카 연합과 아랍 연맹의 회원이기도 하다. 1969년에는 이슬람 협력 기구의 창립 회원으로 참여하기도 하였다.

소말리아군의 휘장

### 대북한 관계
1967년 4월 13일 소말리아는 조선민주주의인민공화국(북한)과 수교했다. 이는 대한민국보다 20년 앞선 시점이다. 1967년 11월 23일 북한은 소말리아에 상주 대사관을 개설하였다.
김일성은 1970년대 초부터 소말리아를 ‘아프리카 자력갱생의 본보기’로 만들겠다며 상당한 경제ㆍ군사적 지원을 했다. 북한식 제도를 받아들이게 해 발전을 꾀함으로써 북한 체제의 우수성을 보여주겠다는 의도였다. 북한의 혁명 이론에 의하면 타도 대상인 지주 계층을 도우면서까지 소말리아의 농업 발전을 도왔다.
그러나 소말리아는 빈곤과 분쟁에서 벗어나지 못했는데, 어느 날 북한이 소말리아에 지어준 성냥 공장이 제대로 관리되지 않고 있다는 보고를 받은 김일성은 "허리띠를 졸라 매고 도와주는데 바레 그 놈이 무식하다"며 욕을 했다고 한다.
그러다 1970년대 중반 소말리아와 적대 관계인 에티오피아에 사회주의 정권이 들어섰고, 북한이 에티오피아와 밀착하면서 소말리아와의 관계는 소원해졌다. 소말리아는 에티오피아와의 전쟁에서 진 뒤 공산권에서 점점 소외됐고, 서구권으로 눈을 돌리던 중 대한민국과 수교하게 되었다.
1991년 1월 북한은 소말리아 대사관을 폐쇄하였고 주에티오피아 대사관이 겸임하고 있다.

## 국방
소말리아군(Somali Armed Forces)은 소말리아 연방 공화국의 공식적인 군대이다. 대통령이 최고통수권자이며, 국가의 주권, 독립과 영토의 통합 등을 지키기 위한 목적으로만 투입될 수 있다. 소말리아 군대는 주로 육군, 공군, 해군, 경찰, 국가보안군(National Security Service)로 구성되어 있다. 독립 직후부터 점차 소말리아는 군력을 확장하며 아프리카 내에서도 손꼽히는 무력을 가진 국가로 발돋움하였는데, 1991년에 내전이 터지면서부터 무정부 상태에 돌입하면서 거의 군대가 사라지다시피하며 추락하였다.
2004년에는 과도연방정부가 설립되면서 다시 군대를 재조직하는 일을 본격적으로 시작하였다. 현재 소말리아군은 국방부가 통솔하고 있으며, 국방부는 2012년 중반 즈음에 설립되었다. 2013년 1월에는 모가디슈에 방첩기구를 다시 건립하고 국가정보안전기구(National Intelligence and Security Agency)라는 이름을 붙였다. 독립적으로 자치하고 있는 소말릴란드와 푼틀란드는 자치적인 군대와 경찰력을 보유하고 있다.

## 경제
CIA와 소말리아 중앙은행에 의하면 소말리아는 내전과 불안정에 불구하고도 환전업, 통신업, 가축업 등에 의존하여 상대적으로 내부 경제를 그럭저럭 잘 지탱해왔다고 전한다. 다만 정부의 통계 능력 부족과 최근의 내전으로 의하여 정부의 경제 파악이 제대로 되지 못하고 있기 때문에 소말리아 경제의 규모나 성장률을 제대로 알아보기는 힘든 실정이다. 1994년에 CIA에는 소말리아의 GDP를 33억 달러 정도로 추산하였고, 2001년에는 41억 달러 정도로 성장하였다고 밝혔다. 2009년에는 전체 GDP가 57억 3100만 달러 정도로 성장하였으며 대략 2.6%정도의 경제 성장률을 보이고 있다고 추정하였다. 2007년 영국 조사에 의하면 소말리아의 민간 분야도 특히 서비스업 분야에서 성장을 거듭하고 있다고 전한다. 내전이 일어나기 전 소말리아에서 정부가 서비스업을 통제하였다면, 내전으로 인하여 정부가 힘을 잃자 민간 투자자들과 사업가들의 경제 참여가 활발해지고 있다는 것이다. 특히 소말리아에서는 무역, 환전, 통신업, 교육업, 건강업, 건설업과 호텔업 등이 아프리카의 타 국가들보다 상대적으로 왕성하게 이루어지고 있다고 한다.
소말리아 중앙 은행의 집계 조사 결과, 소말리아의 1인 당 GDP는 2012년 기준 226달러였으며, 1990년대와 비교했을 때 약간 낮아진 수치이다. 전체 인구의 43%가 하루에 1달러 미만의 돈으로 생활하며, 도심 지대에 사는 사람들 중에서는 24%가, 시골 지역에 사는 사람들 중에서는 54%가 1달러 미만으로 생활한다.
소말리아의 경제는 전통적 경제와 현대 경제가 뒤섞여 있는데, 점차 현대식 산업화 기술이 들어오며 현대화되고 있는 중이다. 소말리아는 세계에서 가장 많은 수의 낙타들을 키우고 있으며, 소말리아 중앙은행 조사 결과 전체 인구의 80% 가량이 유목민이거나 거의 반유목민처럼 염소나 양, 낙타와 소를 키우며 생활한다고 한다. 이들은 수입을 보충하기 위하여 건포도나 껌 종류의 식물들을 키워 내다 팔기도 한다.

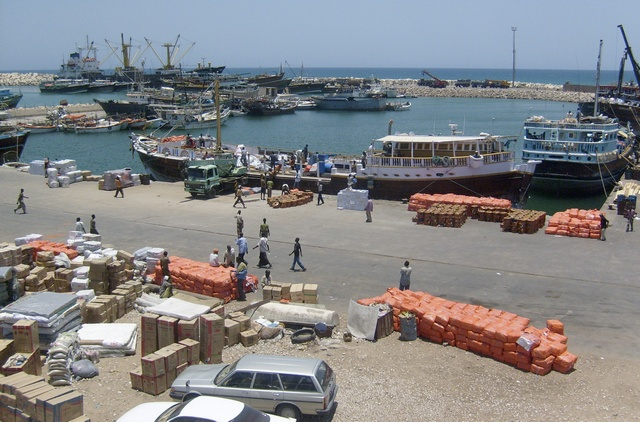
보사소 항구

### 농업
소말리아에서 가장 중요한 경제 부문은 바로 농업이다. 농업은 전체 GDP의 65%를 차지하며, 전체 근로자의 65%가 농업에 종사하고 있다. 가축업은 GDP의 40%를 차지하며 전체 수출에서 벌어 들이는 수입의 50%가 이 곳에서 들어온다. 또 다른 수출 품목으로는 어업, 석탄업 등이 있으며, 그 외에도 바나나, 옥수수, 설탕 등을 국내 시장에서 생산하여 팔고 있다. 소말리아 중앙 은행에 의하면 총 수입품은 대략 매년 4억 6천만 달러에 이르며, 1991년 내전 이전부터 수입한 금액을 모두 더한 것보다도 많아지고 있다고 전했다. 수출은 대략 매년 2억 7천만 달러 정도인데, 이 것 또한 내전 이전 수준을 회복하였다고 전했다. 소말리아는 이러한 수출입 불균형으로 매년 1억 9천만 달러 정도 적자를 보고 있으나, 내전으로 인하여 국외로 떠난 소말리아인들이 국내로 외화를 매년 10억 달러 정도를 보내주며 이를 절충하고 있다고 전했다.
소말리아는 아라비아 반도와 근접하다는 이점을 활용하여 활발히 아랍 시장에 진출하고 있다. 소말리아는 축산업과 육류 시장에서 오스트레일리아와 경쟁하고 있으며, 매우 낮은 가격에 양질의 육류를 매매하고 있다. 그에 대한 화답으로 아랍 국가들은 소말리아에 전략적인 투자를 하기 시작하였으며, 사우디아라비아의 경우에는 축산업 인프라를 깔고 있으며 아랍에미리트는 거대한 규모의 농장을 사들이고 있다. 소말리아는 유향과 몰약 등의 주요 생산국이기도 하다.
소말리아의 산업 분야는 주로 농산품을 가공하는 쪽에 치중하여 있는데, 전체 GDP의 10% 정도를 차지한다. 소말리아 상업회에 의하면 6개의 사립 항공사들이 국내, 국외로 향하는 화물기들을 제공하여 이 같은 산업을 촉진하고 있다고 하였다. 2008년에 푼트랜드 정부는 두바이의 루타 그룹과 협약을 체결하여 1억 7천만 디르함에 달하는 금액을 투자 받기로 합의하였고, 자유무역지대와 공항을 건설하기로 하였다. 보사소에 지어지는 신공항은 국제 기준에 적합하게 지어질 것이며, 3,400m에 달하는 활주로와 상당히 큰 크기의 대합실과 건물들, 택시와 버스 정차소, 검색대 등이 포함될 것이라고 전했다.

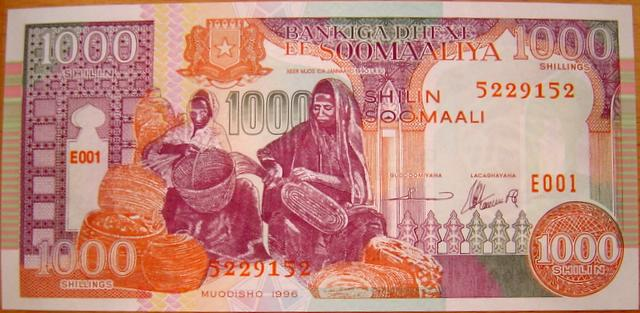
소말리아 실링

### 통화
소말리아 중앙은행이 소말리아의 최고 금융, 통화 관리역을 맡으며 통화 정책을 총괄하며 화폐를 발행한다. 그러나 현지 화폐의 신용 부족으로 인하여, 소말리아 전역에서 미국의 달러화가 쓰이고 있다. 소말리아 실링의 최대 문제는 지나친 인플레이션과 저가치이다. 중앙은행에 의하면 이 인플레이션 문제는 중앙은행이 화폐 시장에 대한 통제권을 완전히 장악하고 소말리아 실링이 개인들까지 안심하고 사용할 수 있을 때가 돼서야 해결될 수 있을 것이라고 전해졌다.
소말리아는 1991년에 내전이 터진 이래 약 15년 동안 중앙 금융기관이 부재 하였고, 2009년에 이르러서야 다시 중앙은행이 제대로 작동하기 시작하였으나, 소말리아의 경제는 개인환전기구(MTO)가 워낙 광범위하게 퍼져있어 이것들이 거의 비공식적인 은행처럼 작동하여 그나마 제대로 돌아갈 수 있었다. 소말리아에서는 송금 회사가 매우 거대한 산업 분야이며, 매년 국외에 사는 소말리아인들이 보내주는 1억 6천만 달러 정도가 이 송금 회사들을 통해 들어온다. 소말리아 최대 송금 회사는 다합실리라는 이름의 회사인데, 2,000여 명이 넘는 사람들을 고용하고 있으며 런던과 두바이 등에 지부를 두고 144개가 넘는 국가들에 진출해있다. 소말리아 중앙은행이 최고 재정 기구의 역할을 다시 맡음에 따라, 몇몇 송금 회사들은 이 중앙은행의 허가를 받고 미래에도 지속적인 성장을 도모하기 위하여 합법적인 은행으로의 변환을 시도하고 있다. 이들은 국가적인 사업체로 성장하기를 노리고 있으며, 국책이 주도하는 재정 정책에 우선적으로 참여할 특권을 얻어 막대한 이익을 누릴 것으로 예상된다.
중앙 정부가 다시 들어서고 치안이 급격히 향상됨에 따라, 소말리아 난민들이 다시 국내로 돌아와 투자 기회를 엿보고 있다. 이 것이 최근의 해외 투자와 펀드의 유입과 합쳐져 소말리아 실링의 가치가 크게 뛰는 결과를 낳았으며, 2014년 3월에 소말리아 실링은 달러화에 맞서 대략 60%나 그 가치가 올라가기도 하였다. 소말리아 실링은 블룸버그가 거래하는 175개의 국제 통화들 가운데에서 가장 상승세를 보였다.
소말리아 증권 거래소는 소말리아의 공식 주식 시장이다. 2012년에 소말리아 외교관 이드 모하메드에 의하여 건립되었으며, 소말리아 국내 회사들과 다국적 기업들의 투자를 촉진하고 소말리아 내전의 회복을 촉진하기 위한 목적으로 설립되었다.

### 통신업
내전 이후부터 소말리아에서는 수많은 새 통신업 회사들이 등장하여 분해된 정부를 대신하여 사람들에게 서비스들을 제공하였다. 소말리아 회사들은 주로 중국, 대한민국, 유럽 등의 전문가들을 초빙하여 기술력을 키워나갔으며, 양질의 모바일 폰들과 인터넷 서비스들을 전국에 공급하였다. 이는 심지어 아프리카 대륙의 대부분 지역에서도 제대로 제공되지 못하는 것이었다. 이용자들은 이 서비스를 활용하여 돈을 송금할 수 있으며, 모바일 폰을 통하여 은행 서비스도 함께 활용할 수 있다. 소말리아는 이 같은 특성을 활용하여 무선 인터넷 시장에도 활발히 진출하고 있다.
소말리아 통신 업계는 스프린트, ITT, 텔레노르 등의 다국적 통신 기업들과 제휴하여 아프리카 전역에서 가장 저렴하고 깨끗한 통신 서비스를 제공하고 있다. 이 서비스는 전국의 마을과 도시들 대부분에 모두 제공되며, 현재 1,000명 당 25개의 통화선이 배치되어 있고 전화선의 밀집도는 이웃 국가들보다도 훨씬 높다. 심지어 상대적으로 안정된 에티오피아보다는 3배나 빽빽할 정도이다. 현재 소말리아의 주요 통신 업계는 골리스 텔레콤 그룹, 호르무드 텔레콤, 소마폰, 네이션링크, 네트코, 텔콤, 소말리 텔레콤 그룹 등이 있다. 그 중에서도 호르무드 텔레콤은 혼자서 매년 4천만 달러에 달하는 매출을 올릴 정도로 규모가 있다. 이 수많은 업체들은 서로 경쟁을 치열하게 벌이고 있으나, 2005년에는 서로 모여 회의를 하며 가격 통제, 시장 점유에 관한 기본적인 기준들을 정해 경쟁이 통제 범위 밖으로 튀어나가지 않도록 조절하는 데에 합의하였다.
소말리아의 통신업에 투자가 몰리고 있는 것은 현 소말리아의 경제에 청신호가 켜졌다는 신호로, 내전으로 피폐해진 경제에도 드디어 활기가 돌아오고 있다는 것으로 보인다. 국영 기업인 소말리 국가 텔레비전은 주요 TV 채널로, 26년 간의 공백을 거친 후 2011년 4월 4일에야 재개장하였다. 또한 국영 라디오인 라디오 모가디슈도 수도를 기점으로 하여 전국에 방송을 송출하며, 북부 지방에서는 소말릴란드 국가 TV와 푼트랜드 TV & Radio가 따로 독자적으로 운영되고 있다. 소말리아는 이 외에도 여러 민영 방송사들이 있는데, 그 중에서도 혼 케이블 텔레비전과 유니버셜 TV가 두각을 드러내고 있다. 그 외에도 가로웨 온라인, 워드히어 뉴스, 푼트랜드 포스트 등이 온라인으로 뉴스를 제공한다.
소말리아의 국가 도메인은 .so이다. 2010년 11월 1일에 공식적으로 출범하였으며, 우편 통신부의 통제를 받고 있다. 2012년 3월 22일에 소말리아 내각은 국가 통신법을 승인하여 구가 주도의 통신 통제 기구를 창설하고 방송, 통신 분야에 정부의 개입을 늘리기로 하였다. 2013년 11월에는 에미리트 포스트와의 협약을 통하여 우편 통신부에서 소말리아 우편부를 재개장하였으며, 2014년 10월부터는 해외의 우편 업무도 다시 시작하였다.

### 에너지
세계 은행은 이제 소말리아의 기업들이 전기를 자체적으로 생산하여 공급하고 있다고 전했다. 이 기업들 가운데에서는 주로 소말리 전기기업이 두각을 드러내고 있는데, 발전, 전송을 담당하여 전기 배분에도 관여하고 있다. 2010년에 소말리아에서는 3억 1천만 킬로와트의 전기를 생산하였으며, 그 중 2억 8천만 킬로와트의 전기를 소비하였다. CIA에 의하면 이는 세계적으로 발전량은 170위, 소비량은 177위라고 전했다.
소말리아에는 여러 광물질과 자원들이 묻혀있는데, 주로 우라늄, 철광석, 천연가스, 소금, 구리, 석고, 주석 등이 풍부하다. CIA에는 총 소말리아에 5,663억 달러에 달하는 천연가스가 매장되어 있다고 추정하였다. 소말리아의 석유 매장 여부는 불투명하다. 2011년 조사 결과에 의하면 현재 소말리아에는 석유가 없다고 전했으며, UN에서는 현재 소말리아의 통제가 미치지 못하는 북부 소말릴란드 지역에 약간의 석유가 매장되어 있을 가능성이 높다고 하였다. 또한 석유 기업들의 조사 결과 북동부의 푼트랜드 지방에는 50억 배럴에서 100억 배럴의 석유를 생산해낼 수 있다고 추정하였는데, 수단의 67억 배럴에 비하여도 상당한 수치이다. 소말리아 연방 정부는 석유 생산을 촉진하기 위하여 소말리아 석유회사를 창립하였다.
1960년대 후반, UN의 지질학자들은 소말리아에서 우라늄과 희귀 광물질 광산들을 찾아냈다. 특히 우라늄이 대량으로 묻혀있는데, 무려 80만 톤에 달하는 우라늄이 묻혀있어 전세계 매장량의 25%에 달하는 우라늄이 소말리아에 묻혀있다는 것이다. 1984년에 실시된 조사에 의하면 소말리아에는 최소한 5천 톤의 우라늄이 묻혀있으며, 추가적으로 11,000톤의 우라늄이 석회층에, 15만 톤의 우라늄이 사암과 석회층에 있다고 하였다. 소말리아는 미국, 아랍에미리트, 이탈리아, 브라질 기업들의 투자 하에 우라늄의 주 공급원이 되었으며, 지금도 조사를 통하여 수많은 광산들을 찾아내고 있다.

## 건강
소말리아는 세계에서 가장 기아가 심각한 나라들 중 하나이다. 매년 아일랜드의 NGO인 컨선월드와이드(Concern Worldwide), 독일의 NGO인 세계기아원조(Welthungerhilfe) 그리고 미국의 연구 기관인 국제식량정책연구소(IFPRI)가 협력하여 발표하는 세계기아지수(GHI)에 따르면 2016년 소말리아는 자료의 부족 때문에 기아지수를 산출할 수는 없지만 눈여겨 봐야 할 국가들 중 하나이다. 소말리아의 영유아 사망률은 13.7퍼센트로 2016년 보고서의 조사 대상인 118개국 중 세 번째로 높은 수준이다. 소말리아 유니세프와 국제적십자위원회의 보고서를 보면 아동 영양 부족이 만연해 있다는 것을 확인할 수 있다. 2011년 기근으로 25만명이 사망했다. 한편 2015년 시작된 엘니뇨 관련 가뭄으로 소말리아는 또다시 심각한 상황에 처했다. 식량농업기구가 운영하는 식량안보영양분석반(FSNAU)과 기근조기경보네트워크(FEWS NET)는 2016년 2월 공동으로 발표한 성명에서 날마다 밥을 굶는 사람들을 포함해 식량 불안이 심한 사람들의 비율이 위험할 정도로 높다고 지적했다고 한다.
1991년 내전으로 연방 정부가 무너지기 전까지, 소말리아의 복지와 건강은 복지부가 관할하여 그럭저럭 양호한 상태를 유지하였다. 지역의 의료관들이 어느 정도의 권한을 가지고 있었으나, 복지 시스템은 과도하게 중앙 집권화된 상태였다. 시아드 바레 장군의 사회주의 정부 하에서 소말리아는 1972년에 개인 병원을 금지, 모든 복지를 정부 주도로 바꾸었다. 하지만 시아드 바레는 세입 대다수를 무기를 사들이고 군을 양성하는 데에 낭비하였고, 복지와 건강 문제는 뒷전으로 밀려 제대로 기능하지 못하였다.

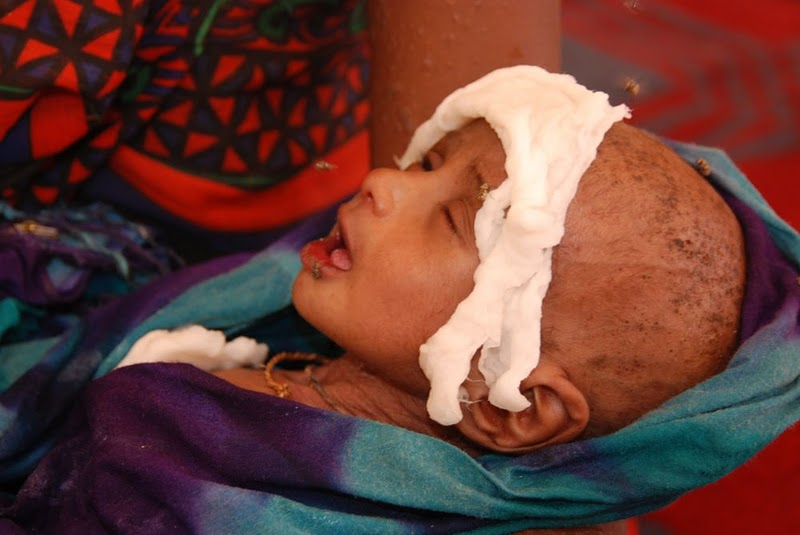
소말리아의 기아문제

이러던 와중에 내전이 터지자 국민들의 건강은 나락으로 떨어졌다. 여러 국유화 분야들처럼 복지 또한 정부가 사라지자 거의 없어지다시피 하였고, 개인들이 이에 잠식하고 들어와 막대한 비용을 요구하며 독점하였다. 많은 병원, 보건소 등이 민간요법을 주로 배운 의사들의 주도 하에 세워졌다. 이 병원들의 요금은 상대적으로 저렴하였는데, 한 번 방문할 때마다 진료비로 5.72 달러를 받았으며 왕진비는 1.89~3.97 달러를 더 받았다. 또한 병원에서 입원할 시에는 1일마다 대략 7.83~13.95달러 정도를 받으며 전체 인구의 95%가 이같은 병원들에게 의존하였다.
2005년과 2010년 사이에 측정된 결과에 의하면, 소말리아 국민들의 기대 수명은 오히려 내전이 터지기 전보다 늘었다고 전해졌다. 남성과 여성의 평균 기대 수명이 47세였는데, 남성은 48.2세로, 여성은 51세로 늘어난 것이다. 비슷하게 홍역에 면역 치료를 받은 어린이들의 비율도 1985년도에 30%였던 것에 비하여 2000년에 40%정도로 상당히 늘었다. 결핵의 경우에는 같은 기간에 20%에서 50%로 급격히 증가하는 모습을 보이기도 하였다. 유아 사망률도 1,000명 당 152명에서 109.6명에서 유의미한 감소세를 보였으며, 산모의 사망률도 10만 명당 1,600명에서 1,100명으로 떨어졌다. 10만 명당 의사의 수는 3.4명에서 4명으로 증가하였으며, 적절한 보건 시스템을 이용할 수 있는 사람들의 비율도 18%에서 26%로 상당히 증가하였다.
UN의 연구 결과에 의하면 소말리아의 산파 수도 늘었다고 전한다. 당시 소말리아에는 429명의 전문 산파들이 있었는데, 대략 1,000번의 출산 당 1명의 산파가 있다는 것이다. 8개의 출산 기관들이 존재하고, 그중 절반은 사립이기에 값이 비싸 함부로 이용하기가 어렵다. 산파 교육은 대략 12달에서 18달 정도가 걸리며, 기본적인 교육들만 실시한다. 이 교육의 지원자는 언제나 넘쳐 나기에 2009년 기준으로도 180명의 학생들이 수강하고 있다고 전한다. 산파직은 정부의 통제를 받으며, 전문적인 면허를 취득해야만 영업이 가능하다. 소말리아에는 전문적인 산파 조직도 있어 350명의 회원들이 있다.
WHO의 2005년 조사 결과에 의하면 97.9%에 달하는 소말리아의 여성과 소녀들이 여성 할례를 강제로 받고 있다고 전했다. 여성 할례란 아프리카의 뿔 지역과 근동 지역에 남아있는 악습으로, 시술자에게 상당한 고통을 준다고 알려져 있다. 보통 사회에 뿌리 깊게 남아있으며, 본디 여성들을 강간이나 습격에서 보호하려는 목적에서 실시되었으나 현재는 변질되어 남성의 통제권을 강화하려는 목적에서 쓰이고 있다. 2013년에 UNICEF에 의하면 소말리아 지도부는 소말리아의 1살-14살 사이의 소녀들 중 25% 정도가 이미 여성 할례를 받았으며, 소말리아 남성의 경우에는 93%가 할례를 받았다고 한다. 소말리아는 아프리카 대륙 전체에서 가장 낮은 에이즈 감염률을 가지고 있는데, 주로 소말리아 사회에 널리 퍼져있는 엄격한 금욕적 이슬람 교리와 윤리 지침 때문이다. 1987년 소말리아 에이즈 감염률은 성인들 중 1%였는데, 2004년에 UN 조사에 의하면 이 감염률이 더더욱 줄어 0.7% 정도로 줄었다고 전했다. 소말리아의 의료 체계는 거의 사립에 기대고 있지만, 공공 의료 제도도 다시 점차 보건부의 지도 하에 재개되고 있다. 보건부 장관은 현재 카마르 아단 알리이다. 자치적인 푼트랜드 지방은 자치적인 보건부를 가지고 있으며, 소말릴란드도 마찬가지이다.

## 언어
2004년 2월 케냐의 나이로비에서 작성한 소말리아 공화국의 임시연방헌장 7조(언어)에는 "1. 소말리아 공화국의 공식어는 소말리어(마아이 및 마하하티리) 및 아랍어다. 2. 임시 연방 정부의 2언어는 영어와 이탈리아어다."고 규정했다. 남부에서는 이탈리아어외에도 스와힐리어도 통용되며 일부는 러시아어도 통한다.
소말리어와 아랍어가 공식 언어로, 소말리어는 토착 민족이자 최대 민족인 소말리인들의 전통 언어이다. 소말리어는 아프리카아시아어족의 쿠시어파 계열에 속하며, 가장 가까운 어족은 오로모어, 아파르어, 사호어 등이 있다. 소말리어는 쿠시어파 계얼의 언어들 가운데에서 가장 자료가 많기도 하고 사용자도 가장 많은 언어이며, 1900년대 이전부터 연구가 진행되었을 정도로 관련 조사도 매우 많이 이루어졌다.
소말리아의 방언은 크게 세 부류로 나뉜다. 크게 북부, 바나디르, 마아이가 바로 그 것이다. 북부 소말리아 방언이 주로 표준어로 쓰이고 있으며, 바나디르 방언(해안 소말리어)는 주로 바나디르 지방의 해안가에서 쓰이며, 아달레에서 메르카, 모가디슈까지 두루 통용된다. 바나디르 방언은 표준어에는 없는 성조가 있기도 하다. 마아이는 주로 소말리아 남부 지역에 거주하고 있는 디길 지방과 미리플 지방에서 쓰이고 있다.
소말리어를 표기하기 위한 여러 문자들도 나왔는데, 이들 중 소말리 알파벳이 가장 대표적으로 사용되며 1972년 10월에 최고혁명위원회가 공식적으로 도입한 이후 소말리아의 공식 문자로 쓰이고 있다. 소말리 알파벳은 소말리아의 언어학자 샤이레 자마 아흐메드가 창안하였으며, p, v, z를 제외한 모든 알파벳들을 사용한다. 또한 소말리아에서는 아흐메드의 라틴어 계열 문자를 제외하고도 아랍 문자 등도 참고하여 사용하고 있다. 20세기에는 오스만야, 보라마, 카다레 문자 등 수많은 문자 표기법들이 쏟아져 나왔는데, 각각 오스만 유슈프 케나디드, 셰흐 압두라흐만 셰흐 누르, 후세인 셰흐 아흐메드 카다레가 창안하였다. 소말리어와 비슷한 아프리카아시어어족의 언어인 아랍어도 소말리아의 공식 언어이다. 대략 2백만 명이 사용하고 있으며, 아랍 세계와의 연관성으로 인하여 많이 사용되고 있다. 이 때문에 소말리아에서는 아랍 미디어, 언론, 종교 교육 등에도 매우 많이 쓰인다.
영어는 국제 공용어의 지위로 인하여 광범위하게 배우고 쓰인다. 초기 영국령 소말릴란드의 공식 언어로 쓰였으나, 세계화가 진행되면서 소말리아에서도 활발히 쓰이고 있는 것이다. 소말리아의 대학들은 주로 영어를 사용하여 교육하며, NGO들도 교육에서 주로 영어를 학교에서 가르친다. 이탈리아어는 이탈리아령 소말리아의 공식 언어이자 신탁 통치기에도 잘 쓰였으나, 독립 이후에는 급격히 사용자가 감소하였다. 현재는 노인들, 정부 각료, 엘리트층 일부만 이탈리아어를 쓰고 있다.

## 민족
디르, 다루드, 하위예, 이스자아크 등의 씨족이 소말리족의 대부분을 구성하며, 디길과 라한위인 등의 씨족들로 구성된 유목민, 대부분 반투족인 소수 민족이 있다. 이중 유목민들은 경멸 당하기 때문에 부족 간의 대립이라는 불씨가 남아 있다. 과거에는 아랍인, 이탈리아인, 인도인들도 소수 있었다.
소말리아에는 2018년 기준으로 1,500만 명의 인구를 보유하고 있으며, 1975년의 330만 명에 비하여 크게 증가하였다. 전체 인구의 85% 정도가 소말리인들이며, 역사적으로 현 소말리아의 북부 지방에 거주해왔다. 주로 부족 단위로 모여 살고 있으며, 강대할 적에는 느슨한 제국, 술탄국, 도시 국가들을 건립하기도 하였다. 1990년대의 내전으로 인하여 소말리인들은 주로 해외로 도피하였으며, 특히 이때에 주 엘리트층들이 국내에서 대부분 유출되며 인적 자원 면에서 크나큰 피해를 입었다.
소수 민족들이 15% 정도를 차지하며, 주로 남부 지방에 집중되어 있다. 주로 브라바인, 반투인, 바주니인, 에티오피아인, 예멘인, 인도인, 페르시아인, 이탈리아인, 영국인 등이 있다. 소말리아의 가장 규모가 큰 소수 민족인 반투족들은 아프리카 동남부 지방에서 아랍과 소말리인 상인들이 데려온 노예들의 후손이다. 1940년 경에는 이탈리아인들이 식민지를 경영하기 위하여 대략 5만 명 정도 들어왔으며, 독립된 이후에는 대부분 떠났으나 여전히 소규모의 유럽인들이 남아 국제기구나 정부 조직들에 참여하고 있다.
소말리인들은 주로 미국, 그 중에서도 미네소타 주나 영국의 런던, 스웨덴, 캐나다, 노르웨이, 네덜란드, 독일, 덴마크, 핀란드, 오스트레일리아, 스위스, 오스트리아, 이탈리아와 같은 서구 국가들을 포함하여 아랍 국가들, 그 외에도 우간다나 남아프리카 공화국과 같은 아프리카 인접국들로 도피하고 있다. 이 같은 난민 현상은 소말리아의 극히 불안정한 정치적, 경제적 상황 때문으로, 소말리아 대통령인 모하메드 압둘라히 모하메드조차도 이전에 난민으로 미국으로 떠나 시민권을 받은 적이 있으며, 2019년이 돼서야 공식적으로 미국 시민권을 포기하였다.
소말리아의 인구는 매년 1.75%의 성장률을 보이고 있으며, 1,000명 당 40.87명의 신생아가 태어난다. 소말리아의 출산율은 여성 1명당 6.08명으로 매우 높으며, 세계에서 4번째로 많은 수치이다. 혼란스러운 상황 탓에 자연사하지 못하고 죽는 사람이 많기에 국민들의 평균 나이도 매우 어려 평균 나이가 17.7세에 불과하다. 인구의 44%가 0세에서 14세 사이이며, 52.4%가 15세에서 64세 사이이다. 오직 2.3%의 사람들만이 겨우 65세를 넘기고 살 수 있었다. 성비는 대략 균형을 맞추고 있으나, 남성이 여성보다 조금 더 많다.
소말리아의 도시화에 대해서는 공식적인 집계 자료가 존재하지 않아 파악하기 어렵다. 다만 대략적인 조사에서는 2005년과 2010년 사이에 도시화율이 매년 4.79%에 달했으며, 여러 마을들이 급격하게 도시들로 발전하고 있다고 전했다. 많은 소수 민족들도 마을에서 도시로 이주하며 특히 키스마요나 모가디슈와 같은 대도시로 몰리고 있다. 2008년 기준으로 37.7%에 달하는 인구가 마을과 도시에 모여 살았으며, 이 수치는 현재도 빠르게 올라가고 있다.

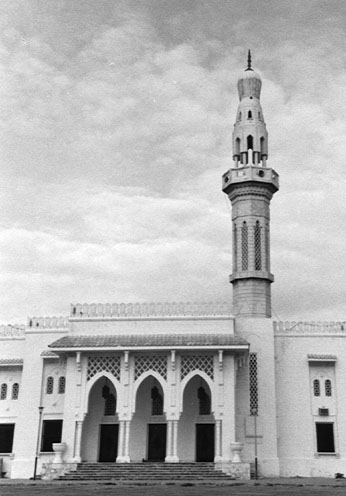
모가디슈의 이슬람 모스크

## 종교
임시연방헌장 8조(종교)는 "1. 이슬람은 소말리아 공화국의 종교다. 2. 이슬람의 샤리아는 국가입법의 근본원천이다."고 했다. 이는 이슬람이 국교임을 천명한 것으로, 이는 국민의 99%가 이슬람교도인 현실을 헌법에 명시한 것이다.
퓨 리서치 센터에 의하면 소말리아 국민들의 99.8%가 이슬람교를 믿는 무슬림이다. 특히 그중에서도 수니파가 우세를 점하며, 수피교도 지방의 학교와 사원들을 여럿 세우며 상당한 세를 불리고 있다. 소말리아의 헌법에는 이슬람교를 연방 공화국의 국교로 아예 못 박아 놓고 있으며, 이슬람교의 샤리아법이 국가 법령에도 도입될 정도로 종교의 입김이 매우 강하다. 또한 샤리아와 어긋나는 그 어떠한 법도 효력을 발휘할 수 없다고 정부 차원에서 지정해 놓고 있다.
이슬람교는 매우 초기에 소말리아에 진출하였는데, 고대에 아프리카의 뿔 지방에 아랍 난민들이 홍해를 건너 모여들며 무함마드의 가르침을 전파하였던 것이다. 이슬람교가 워낙 빠른 속도로 전파되었기에, 심지어 아랍 지방에서 터를 잡기 전부터도 소말리아에서 상당한 신도들을 보유하고 있었다. 소말리아의 사회는 주로 이슬람의 셰흐들과 사제들이 지휘하는데, 이들은 주로 아프리카의 뿔 지역들과 중동에서 교육 받은 이슬람 엘리트들이다. 이들은 역사적으로도 유명하여 주로 14세기의 우스만 빈 알리 자일라가 소말리아의 신학자로 왕성하게 활동하였다. 그는 이슬람의 권위적인 경전들을 대거 집필하였다.
기독교는 소말리아의 소수 종교며, 2010년 기준으로 전체 인구의 0.1% 정도만이 기독교를 믿는다고 전했다. 가톨릭도 워낙 세가 작기에 소말리아에는 가톨릭 교구가 오직 모가디슈 한 곳에만 존재한다. 게다가 2004년에도 모가디슈 교구에 소속된 신자들이 약 100여 명 정도 밖에 안된다고 한다. 1913년에 식민지 기간 초에는 소말리아에 거의 기독교 신자가 아예 없었으며, 100명에서 200명 정도의 사람들만이 영국령 소말릴란드에 세워진 선교회를 찾아와 개종하곤 하였다. 이탈리아령 소말리아에는 아예 선교회나 선교사 자체가 거의 없었다. 1970년대에 시아드 바레 장군 주도의 사회주의, 공산주의 정권이 들어서자 교회 주도의 학교들이 폐지되었으며 선교사들은 추방되었다. 1989년 이래 소말리아에는 주교가 없었으며, 모가디슈에 겨우 세워져 있던 대성당은 내전 기간에 심각하게 파손되었다. 2013년 12월에 사법종교부는 기독교와 관련된 행사를 금지하는 내용의 법령을 전국에 공포하기도 하였다.
퓨 리서치 센터의 조사에 의하면 소말리아 전체 인구의 0.1%도 안되는 사람들이 민속 신앙을 믿는다고 한다. 주로 소말리인들이 아닌 소수 민족들이 민속 신앙들을 믿으며, 주로 애니미즘을 기반으로 한 종교들을 믿는다. 최대 소수 민족인 반투족의 경우에는 동남부 아프리카에서 건너온 자신들의 종교들을 여전히 믿고 있는 경우가 많다. 추가적으로 소말리아 인구의 0.1%도 안되는 사람들이 유대교, 힌두교, 불교 등 타 종교를 믿는다고 한다.

## 소말리아 해적 문제
소말리아에는 해적이 많은데, 소말리아 해적은 다른 나라에서 오는 배를 수도 없이 납치를 한 적이 있다. 미국, 유럽 연합, 러시아, 인도, 대한민국 등 각국 해군이 수에즈운하를 통과하는 다른 나라에서 오는 배를 소말리아 해적으로부터 지키려고 노력하고 있으나 소말리아는 사실상 무정부 상태이기 때문에, 소말리아 해적 문제는 지금도 통제 할 수가 없다고 한다.
소말리아에서 오는 해적들은 대부분 지방 출신이다. 소말리아는 경제 상태가 가장 나쁜 최빈국으로 분류되며, 주민들은 자신들의 생계를 위해서 해적 활동을 하는 경우가 많다.
다른 나라에서 소말리아 근처 해안에 산업 폐기물을 투기하는 경우가 많고, 프랑스와 같은 나라는 소말리아가 정치적 혼란 상태인 것을 이용해 제재 없이 불법 어업 활동을 벌이기도 하였기 때문에 어민들의 생계가 위협을 받아 해적으로 활동하는 경우가 생기고 있다.

## 같이 보기
- 소말리아 내전
- 아랍 연맹
- 소말리아 민주 공화국
- 소말릴란드
- 소말리아 전쟁
- 소말리아 해적

## 참고 자료
- 이 문서에는 다음커뮤니케이션(현 카카오)에서 GFDL 또는 CC-SA 라이선스로 배포한 글로벌 세계대백과사전의 내용을 기초로 작성된 글이 포함되어 있습니다.